# Marja Jäättelä
Marja Jäättelä (født 25. februar 1963) er professor, dr.med., og forskningsleder (celledød og metabolisme) ved Center for Kræftforskning, Kræftens Bekæmpelse.
Hun er uddannet cand.med. fra Helsinki Universitet i 1989, og blev allerede dr.med. fra Helsinki Universitet i 1990 med disputats om cytotoksiske og regulatoriske virkninger af tumornekrosefaktorer. Hendes forskningsområde er programmeret celledød (apoptose).
I 2003 blev hun udnævnt til professor i kræftbiologi ved Københavns Universitet og fra 2012 har hun været adjungeret professor i cancerbiologi. 
Blandt forskerpriser, som Marja Jäättelä har modtaget, kan nævnes: Forskerprisen fra Kvindelig Arbejderforbunds 100-års jubilæumsfond, 2003, Descartes forskerpris, Den Europæiske Union, 2006, Novo Nordisk Prisen, 2007 samt Honorary prize, Danish Society for Cancer Research, 2009. 
Hun har desuden en lang række medlemskaber og tillidsposter i videnskabelige selskaber. 
Marja Jäättelä har arbejdet og boet i Danmark i 25 år.